# Ariadna jubata
Ariadna jubata är en spindelart som beskrevs av William Frederick Purcell 1904. Ariadna jubata ingår i släktet Ariadna och familjen sexögonspindlar. Inga underarter finns listade i Catalogue of Life.